# سيغريد برينكمان
سيغريد برينكمان (بالألمانية: Sigrid Brinkmann) (و. 1942 – م) هي سياسية، ومستشارة ضريبية، من ألمانيا، ولدت في فروتسواف، الاتحاد الديمقراطي المسيحي.

## مناصب
تولت منصب عضو البرلمان هامبورغ.